# 1874
1874 (MDCCCLXXIV) var ett normalår som började en torsdag i den gregorianska kalendern och ett normalår som började en tisdag i den julianska kalendern.

## Händelser

### Januari

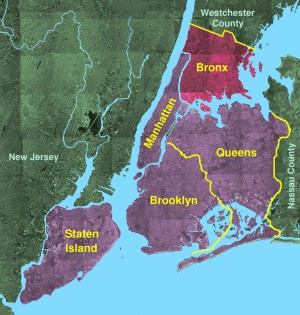
New York annekterar Bronx.

- 1 januari – New York annekterar Bronx.
- 5 januari – Island får sin första konstitution av den danska kungen Kristian IX och därmed (begränsat) självstyre.[1][2]

### Februari
- 12–20 februari – USA skicar fartyg till Hawaii för att skydda amerikanska intressen under kröningen av en ny kung.[3]

### April
- 8 april – Sveriges justitieminister Axel Adlercreutz avgår och efterträds av Edvard Carleson.
- 27 april – Hildegard Björck avlägger Mediko-filosofisk examen och blir därmed den första kvinnan i Sverige att avlägga någon form av akademisk examen.

### Maj
- 29 maj – Schweiz antar en ny konstitution.[4]

### Augusti
- 7 augusti – Den svenska Publicistklubben grundas.[5]

### Oktober
- 20 oktober – Vislanda-Bolmens Järnvägsaktiebolag bildas.

### November
- 23 november – Östra stambanan mellan Katrineholm och Nässjö i Sverige står färdig.[6]

### December
- 23 december – Fredrik von Otter blir svensk sjöförsvarsminister.
- 29 december – Spanien återinför monarkin.[7]

### Okänt datum
- I Sverige erhåller gift kvinna rätt att själv förvalta sin arbetsförtjänst/inkomst.[8]
- Kemisten Carl Daniel Ekmans sulfitcellulosametod börjar användas för första gången, vid pappersmassafabriken i Bergsvik.
- Wallinska skolan får som första svenska privata gymnasium för flickor examensrätt. Ännu finns inga kommunala eller statliga gymnasier.
- Den svenska föreningen Handarbetets vänner bildas.
- Grand Hôtel uppförs på Blasieholmen i Stockholm.
- Svenska kvinnor får rätt att bedriva högre studier, även inom teologi och juridik.
- En svensk byggnadsstadga utfärdas för rikets städer med krav på stadsplan som skall godkännas centralt.
- Malmö Borgarskola grundas.
- Första upplagan av Svenska Akademiens ordlista utkommer.
- Tysk-österrikaren Siegfried Marcus konstruerar vad som anses vara världens första bil.
- I Storbritannien bildas ett sällskap för att bekämpa opiumhandeln.[9]

## Födda

### Första kvartalet

#### Januari
- 1 januari
  - Frank Knox, amerikansk politiker och publicist.
  - Gustave Whitehead, tysk-amerikansk flygpionjär.
- 4 januari – John W. Thomas, amerikansk republikansk politiker, senator 1928–1933 och 1940–1945.
- 6 januari – Frederick W. Mulkey, amerikansk republikansk politiker, senator 1907 och 1918.
- 29 januari – John D. Rockefeller Jr., amerikansk miljardär.

#### Februari
- 3 februari – Gertrude Stein, amerikansk kulturpersonlighet, avantgarde-författare.
- 8 februari – Bror Berger, svensk skådespelare, manusförfattare, regissör och producent.
- 9 februari – Amy Lowell, amerikansk poet, vinnare av Pulitzerpriset för poesi 1926 (postumt).
- 11 februari
  - Elsa Beskow, svensk barnboksförfattare och illustratör.
  - Anders Lindewall, godsägare i Uppsala län och ledamot av riksdagens andra kammare.
- 15 februari – Ernest Henry Shackleton, brittisk polarforskare.

#### Mars
- 3 mars – Henry Stanley Plummer, amerikansk invärtesläkare och endokrinolog.
- 16 mars – Frédéric François-Marsal, fransk politiker, Frankrikes tillförordnade president 11–13 juni 1924.
- 24 mars – Harry Houdini, ungersk-amerikansk utbrytarkung.
- 26 mars – Robert Frost, amerikansk poet.

### Andra kvartalet

#### April
- 12 april – William B. Bankhead, amerikansk demokratisk politiker, talman i USA:s representanthus 1936–1940.
- 16 april – Herbert Adams, brittisk författare.
- 25 april – Guglielmo Marconi, italiensk uppfinnare, nobelpristagare.

#### Maj
- 3 maj – José de la Cruz Mena, nicaraguansk kompositör och orkesterledare.
- 8 maj – Inessa Armand, rysk politiker.
- 22 maj – Daniel Malan, sydafrikansk politiker, premiärminister 1948–1954.

#### Juni
- 8 juni – Hildur Malmberg, svensk skådespelare.
- 12 juni – Robert Archer Cooper, amerikansk demokratisk politiker och jurist, guvernör i South Carolina 1919–1922.

### Tredje kvartalet

#### Juli
- 14 juli – Abbas II, egyptisk khediv.
- 18 juli – Oscar Bergström, svensk operasångare (basbaryton) och skådespelare.
- 19 juli – Jörg Lanz von Liebenfels, österrikisk konsthistoriker, rasideolog och nazist.

#### Augusti
- 9 augusti – Reynaldo Hahn, venezuelansk-fransk tonsättare.
- 10 augusti – Herbert Hoover, amerikansk politiker, USA:s president 1929–1933.
- 24 augusti – Anders Christian Andersen, dansk författare.

#### September
- 1 september – Nils Sandström, svensk direktör och högerpolitiker.
- 13 september
  - Henry F. Ashurst, amerikansk demokratisk politiker, senator 1912–1941.
  - Arnold Schönberg, österrikisk-amerikansk tonsättare.
- 21 september – Gustav Holst, brittisk kompositör.
- 30 september – Per Tysk, svensk lantbrukare och politiker (socialdemokrat).

### Fjärde kvartalet

#### Oktober
- 16 oktober – Otto Mueller, tysk expressionistisk målare och grafiker.
- 20 oktober – Charles Ives, amerikansk kompositör.
- 22 oktober – Rezsö Bálint, österrikisk-ungersk neurolog och psykiater.
- 23 oktober – Robert Dinesen, dansk regissör, producent och manusförfattare.

#### November
- 9 november – Matthew M. Neely, amerikansk demokratisk politiker, senator 1923–1929, 1931–1941 och 1949–1958.
- 30 november
  - Winston Churchill , brittisk politisk ledare, författare, nobelpristagare.
  - Lucy Maud Montgomery, kanadensisk författare.

#### December
- 11 december – Felix Hébert, amerikansk republikansk politiker, senator 1929–1935.
- 17 december – William Lyon Mackenzie King, Kanadas premiärminister 1921–1926, 1926-1930 och 1935–1948.
- 21 december – Lynn Frazier, amerikansk politiker, guvernör i North Dakota 1917–1921, senator 1923–1941.
- 23 december – Harry Graham, brittisk författare.

### Okänt datum
- Margaret Rogers, tjänsteflicka i Vita huset.

## Avlidna

### Första kvartalet

#### Januari
- 13 januari – Victor Baltard, 68, fransk arkitekt.
- 23 januari – Lydia Baxter, 64, amerikansk poet.

#### Februari
- 4 februari – Hartvig Nissen, 58, norsk skolman.
- 15 februari
  - Henrik Gahn, 53, svensk kemist och industriman.
  - Hjalmar Högqvist, 34, utomäktenskaplig son till Oscar I och Emilie Högqvist.
- 17 februari – Adolphe Quetelet, 77, belgisk statistiker, astronom, fysiker och matematiker.
- 18 februari – Louis Wigfall, 57, amerikansk politiker och general.
- 19 februari – Carl Ernst Bock, 64, tysk läkare.

#### Mars
- 2 mars – Neil Arnott, 85, brittisk läkare och fysiker.
- 5 mars – Carl Abraham Axell, 62, svensk godsägare, grosshandlare och skeppsredare.
- 6 mars – Louise Rasmussen, 58, dansk skådespelare, dansk regentgemål 1850–1863, gift med Fredrik VII.
- 18 mars
  - Millard Fillmore, 74, amerikansk politiker, USA:s president 1850–1853.
  - Ossian B. Hart, 53, amerikansk republikansk politiker och jurist, guvernör i Florida 1873-1874.
- 20 mars – Hans Christian Lumbye, 63, dansk kompositör.

### Andra kvartalet

#### April
- 9 april – Jens Lauritz Arup, 80, norsk biskop.
- 27 april – Nils Nordlander, 77, svensk kyrkoherde, kunglig hovpredikant 1833.

#### Maj
- 5 maj – Charles Gleyre, 68, schweizisk målare inom akademismen.
- 11 maj – Franklin Buchanan, 73, amerikansk officer, amiral i Konfedererade flottan under amerikanska inbördeskriget.

#### Juni
- 20 juni – John Ruggles, 84, amerikansk uppfinnare, jurist och politiker, senator 1835–1841.
- 21 juni
  - Erik Julin, 77, finländsk affärsman.
  - Anders Ångström, 59, svensk fysiker och astronom, spektralanalysens fader.
- 22 juni – Elias Sehlstedt, 65, svensk lyriker.
- 29 juni – Anton Frederik Tscherning, 78, dansk politiker och militär.

### Tredje kvartalet

#### Juli
- 8 juli – Agnes Strickland, 77, brittisk författare.
- 11 juli
  - Tod Robinson Caldwell, 56, amerikansk politiker.
  - Erik Häggström, 52, svensk bruksägare, skeppsredare och riksdagsman.
- 23 juli – Eric Gustaf Öström, 61, svensk guldsmed.

#### Augusti
- 8 augusti – Augustin Theiner, 70, tysk teolog och kyrkohistoriker.

#### September
- 12 september – François Guizot, 86, fransk historiker, politiker och talare.
- 23 september – Harris Flanagin, 56, amerikansk politiker.

### Fjärde kvartalet

#### Oktober

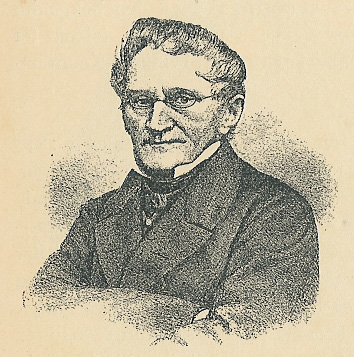
Den danske poeten Ludvig Bødtcher avled den 1 oktober, 81 år gammal.

- Den danske poeten Ludvig Bødtcher avled den 1 oktober, 81 år gammal.1 oktober – Ludvig Bødtcher, 81, dansk poet.
- 5 oktober – Francis Walker, 65, brittisk entomolog.
- 6 oktober
  - Alphonse Périn, 76, fransk målare.
  - Thomas Tellefsen, 50, norsk kompositör och pianist.
- 8 oktober – Vítězslav Hálek, 39, tjeckisk poet.
- 20 oktober – Carl Gustav Homeyer, 79, tysk jurist.
- 23 oktober – Abraham Geiger, 64, tysk rabbin.
- 24 oktober – Frederik Christian Olsen, 72, dansk skolman och litteraturhistoriker.
- 25 oktober – Christiane Bøcher, 76, dansk-norsk skådespelare.
- 26 oktober – Peter Cornelius, 49, tysk kompositör.
- 27 oktober – Karl Ludwig Grotefend, 66, tysk historiker, arkivarie och numismatiker.
- 29 oktober – Andrzej Artur Zamoyski, 74, polsk politiker.

#### November
- 2 november – Phoebe Palmer, 66, amerikansk predikant och författare.
- 21 november – Marià Fortuny, 36, spansk konstnär.

#### December
- 7 december – Konstantin von Tischendorf, 59, tysk professor.
- 16 december – Abraham Capadose, 79, nederländsk läkare.
- 22 december – Johann Peter Pixis, 86, tysk kompositör.
- 31 december – Alexandre Auguste Ledru-Rollin, 67, fransk politiker.

### Fotnoter
1. ↑  ”Folk och historia | Islands historia”. Islands ambassad, Stockholm. https://www.government.is/other-languages/islands-ambassad-i-stockholm/fakta-om-island/folk-och-historia/#Tab6. Läst 27 november 2021.
2. ↑  ”Några årtal ur Islands historia”. Islandsbloggen. 17 juli 2008. http://www.islandsbloggen.com/2008/07/ngra-rtal-ur-islands-historia_17.html. Läst 27 november 2021.
3. ↑  Grimmett, Richard F. (5 oktober 2004). ”Instances of Use of United States Armed Forces Abroad, 1798 – 2004”. Naval History and Heritage Command. https://www.history.navy.mil/research/library/online-reading-room/title-list-alphabetically/i/use-of-armed-forces-abroad-1798-2004.html.
4. ↑  Switzerland – Constitution 1874 (läst 8 april 2011)
5. ↑  Publicistklubben (läst 7 april 2011)
6. ↑  Östra stambanan
7. ↑  World Statesmen (läst 7 april 2011)
8. ↑  Sverige 1900-talet – Gift, sambo, partner, särbo eller frånskild?, NE, Bra Böcker, 2000
9. ↑  Narkotika